# Megastigmus tasmaniensis
Megastigmus tasmaniensis är en stekelart som beskrevs av Girault 1913. Megastigmus tasmaniensis ingår i släktet Megastigmus och familjen gallglanssteklar. Inga underarter finns listade i Catalogue of Life.